# Joseph Bastin
Pour les articles homonymes, voir Bastin.
Ne doit pas être confondu avec Joseph Bastien.
Joseph Bastin, né le 8 décembre 1870 à Faymonville et mort le 6 août 1939 à Malmedy, est un prêtre catholique belge, linguiste et botaniste amateur, originaire des Cantons de l'Est.

## Publications
- Le Vocabulaire de Faymonville, 1909
- Morphologie du parler de Faymonville, 1909
- La Wallonie prussienne, 1919
- Wibald, abbé de Stavelot et de Malmedy, du Mont-Cassin et de Corbie, 1931
- Les Plantes dans le parler, l'histoire et les usages de la Wallonie malmédienne, 1939